# Torsten Schlüter
Torsten Schlüter (* 30. September 1959 in Hennigsdorf bei Berlin) ist ein deutscher Maler, Grafiker und Autor.

## Leben
Schlüter wuchs auf in Birkenwerder, studierte an der Bauhaus-Universität Weimar (HAB) bei Thomas Freytag, Hannes Hubrich und Birgit Zimmermann (Architektur), Gottfried Schüler (Malerei) und Hubert Schiefelbein (Grafische Lehre und Gestaltung). 1983 erhielt er das Ehrendiplom auf der Weltbiennale der Architektur in Sofia, 1986 das Architekturdiplom mit dem Thema „Umgestaltung Hackescher Markt und Hackesche Höfe“ in Berlin. Danach konzentrierte er sich ausschließlich auf die Malerei. Von 1986 bis zum Fall der Mauer hielt er sich jährlich mehrere Monate auf der Insel Hiddensee auf. Wegen der Abkehr vom „vorbestimmten akademischen Weg“ erklärten ihn die staatlichen Behörden der DDR zur unerwünschten Person und kündigten ihm Wohnung und Arbeitsraum. 1988 erfolgte die Zulassung als Maler und Grafiker durch den Verband Bildender Künstler; seitdem ist er freischaffend tätig. Im September 1989 engagierte sich Schlüter für die Bürgerbewegung Neues Forum.
Seit 2003 hat er sein Atelier in Berlin-Mitte, dazu seit 2012 ein Atelierhaus auf Hiddensee.
Torsten Schlüter ist verheiratet, hat drei Kinder und lebt in Berlin und auf Hiddensee.

## Werk
Neben der Malerei spielt auch die literarische Arbeit eine besondere Rolle. Briefwechsel mit Erwin Strittmatter und intensiver Austausch mit Manfred Domrös (Hiddenseer Inselpastor) und Hanns Dieter Hüsch gaben weitere Anregungen.
Ab 1990 unternahm er verschiedene Arbeitsreisen, u. a. nach Frankreich, Guatemala, Mexico, New York, Namibia, Indonesien und Indien. 1993 gehörte Torsten Schlüter zur Gruppe bildender Künstler, die die Kulturbrauerei zum Leben erweckten. 1996 unterhielt er ein Atelier in den Hackeschen Höfen in Berlin.
1997 gab er mit den „Hiddenseer Aufzeichnungen“ eine erste literarische Veröffentlichung heraus. In verschiedenen projektbezogenen Arbeiten kooperierte er u. a. mit den Musikern Christoph Theusner, Bob Rutman, Peter Ablinger und Michael von Hintzenstern sowie den Regisseuren Fritz Bennewitz, Peter Schroth und Ralf Peter Schulze.

## Werkthemen
Zwischen 1986 und 1989 kam es zu einer Auseinandersetzung mit gesellschaftlichen Themen u. a. im Kontext der DDR. Beispielhaft dafür sind seine Bilder „Die Einheitspartei“ und „Der Oktobersturm“ (1989) sowie die Bildnisse aus dem Zyklus der Hexen (Frauenporträts) und Ketzer (Selbstbildnisse). Ab 1987 entwickelte er eine abstrahierende Landschaftsmalerei (Aquarell), beeinflusst durch das nördliche Licht Hiddensees. In der Folge entstanden Zyklen wie Nordlichter, Horizonte und Wetterzeiten. Nach 1990 dienten die von den Arbeitsreisen mitgebrachten Skizzenbücher als Grundlage für großformatige Ölmalerei. Seit 1997 ist das Thema „Wasser“ in seinem Werk dominant, vermittelt durch die archaischen Brunnenfrauen und Wasserträgerinnen. 1994 begann in New York die Arbeit an den Themen Brücken und Verkehr in Metropolen (Berlin/Manhattan) und 1995 die Hahnenkampfthematik. Mit Tulipamwe schuf Schlüter 1997 am Beispiel der Entwicklung Namibias einen vielschichtigen Zyklus mit Malerei, Skulptur, Film und Performance zu grundlegenden Fragen des Umgangs und Miteinanders der verschiedenen Kulturen. 1999 wurde Tulipamwe im Rahmen der „Europäischen Kulturhauptstadt Weimar“ gezeigt und 1998 auf Initiative von Jack Lang und Antoine Favron im französischen Blois. In den 1990ern, 2000ern und 2010ern beschäftigte er sich mit Themen wie Umweltproblematik, gesellschaftliche Gewalt und Ausgrenzung. Exemplarische Werke sind: Triptychon „Die Gewalt“ (1992), „Slumdog, Craw and Man“ (1996), „Abschied von Europa“ (1998), „Street Kids in Mumbai“ (1998), „Fahnenmeer“ (2008), „Fukushima“ (2013), „Geminus“/„VW zusammengefaltet“ (2015).

## Ausstellungen (Auswahl)
- 1984 Ehrendiplom für eine Wettbewerbsarbeit auf der Weltbiennale der Architektur in Sofia
- 1992 EXPO Weltausstellung, Deutscher Pavillon, Sevilla
- 1992 Junge Kunst aus Ostdeutschland, Friedrich-Ebert-Stiftung, Bonn
- 1992 ACC Galerie, Weimar
- 1993 Stiftung Weimarer Klassik, Weimar
- 1993 Deutsche Gegenwartskunst, Tokio; Gruppenausstellung
- 1994 National Art Gallery of Namibia, Windhoek
- 1994 Deutsche Grafik der Gegenwart, Rheinisches Landesmuseum Bonn; Gruppenausstellung
- 1997 Salle Saint Paul Blois, Frankreich
- 1998 Inselmuseum Hiddensee
- 2000 ACC Galerie, Weimar
- 2001 Orangerie Putbus
- 2001 Jahresausstellung Schloss Bodenberg, Bad Salzdetfurth „Er fliegt und fliegt“, Gruppenausstellung
- 2002 Goethe-Institut, Berlin
- 2006 Städtische Museen Bad Wildungen
- 2006 Künstlerkolonien Europas, Barbizon, Gruppenausstellung
- 2007 Gerhart Hauptmann Museum, Hiddensee
- 2010 Schleswig Holstein Haus, Schwerin, Gruppenausstellung
- 2012 Villa Haar, Weimar
- 2012 Marienkirche Stralsund
- 2013 Gerhart-Hauptmann-Museum Agnetendorf/ Jagniatkow (Polen)[5]
- 2013 Landesvertretung Mecklenburg-Vorpommern, Berlin
- 2013 19. Kunstausstellung „Natur – Mensch“, St. Andreasberg (Gruppenausstellung)
- 2013 Galerie Rother, Wiesbaden (Gruppenausstellung)[6]
- 2014 Tervuren Belgien (Gruppenausstellung)
- 2014 Kunststiftung Lilienthal (Gruppenausstellung)
- 2014 Schleswig-Holstein-Haus, Schwerin (Gruppenausstellung)
- 2014 Inselmuseum Hiddensee[7]
- 2014 Schaufenster Berlin, (AB)
- 2015 Kunstraum Ingolstadt
- 2015 Museumsschiff Cap San Diego Hamburg(AB)
- 2015 Kunsthalle Wittenhagen,
- 2016 JRGallery Berlin (AB)
- 2016 Industriemuseum Walsrode (AB)
- 2016 Verkehrsmuseum Dresden (AB)
- 2016 30 Jahre Kunstgarten Hiddensee
- 2016 Westfälisches Landesmuseum// JRGallery Berlin// Raab Galerie, Berlin
- 2017 Raab Galerie// JRGallery// Galerie Kunstraum Ingolstadt
- 2018 Raab Galerie Berlin, // JRGallery Berlin // Galerie Kunstraum Ingolstadt (Schlüter, Fußmann, Zimmer)
- 2018 „Manhattan Berlin Hiddensee“, SevenStarGallery, Berlin
- 2019 Galerie Kunstraum Ingolstadt
- 2020 Raab Galerie Berlin
- 2021 Seven Star Gallery Berlin// 35. Kunstgarten Hiddensee
- 2022 Eisern Union – bis ins Atelier, Galerie Balletage Alte Försterei, Berlin
- 2023 Raab Galerie Berlin // Galerie 47 Birkenwerder
- 2023 Galerie Kunstraum Ingolstadt
- 2024 Deutsches Fußballmuseum Dortmund – In Motion Art and Football

## Publikationen
- Hexen und Hexen. 1992, Selbstverlag.
- Torsten Schlüter. Tulipamwe ; Weimar, Kunstkabinett am Goetheplatz, Stadtmuseum Weimar im Rahmen des Kunstfestes 1997, 24.6. – 18.8.1997 ; Berlin, Kulturbrauerei Berlin-Prenzlauer Berg, Galerie im Pferdestall, 26.9. – 26.10.1997 ; Blois (Frankreich), Salle Saint Paul, 22.11. – 15.12.1997 1997, ISBN 3-930687-12-7
- Hiddenseer Aufzeichnungen. Handzeichnungen und Notizen ; eine Auswahl aus Skizzen- und Tagebüchern 1983 – 1996 1997, ISBN 3-00-001205-2
- Torsten Schlüter; Klostergalerie: Torsten Schlüter, Frauen am Brunnen – Bildnisse und Brunnenszenen [Berlin, Linienstr. 213] T. Schlüter [2008], ISBN 978-3-00-024913-6
- Martina Einemann: Nordlichter. Hiddensee – der Balkon von Berlin : [anlässlich der Ausstellung „Nordlichter“ (Hiddensee – der Balkon von Berlin) vom 16. Juni bis 15. August 2001 in den Galerien der Orangerie, Putbus, vom 25. August bis 27. September 2001 in der Galerie im Elisabeth von Eicken Sabine Peters Barenbrock, Ahrenshoop, vom 31. Mai bis 7. Juli 2002 in der Galerie 40 Christine Rother, Wiesbaden] / [Red.: Martina Einemann. Texte: Hans Dieter Hüsch ; Gunnar T. Kersten ; Torsten Schlüter. Übers. Susanne Breiter ...] 2001, ISBN 3-930687-28-3
- Heidrun Spengler; Galerie 40 Christine Rother: Nordlichter 2. Hiddensee – ein Aquarell im Querformat : [eine Wanderausstellung ; ist zu sehen in den Ausstellungen: Galerie 40 Christine Rother, Wiesbaden, 29.4. – 8.6.05 ... Städtische Museen Bad Wildungen, Bad Wildungen, 15.11. – 31.12.05] / [Übers.: Heidrun Spengler] Weimar Weimardr. 2005, ISBN 978-3-00-020688-7
- Nordlichter III – Konturen 2012, ISBN 978-3-00-039838-4
- Frauen am Brunnen, Bildnisse und Brunnenszenen, 2008, ISBN 978-3-00-024913-6
- Torsten Schlüter Eisern Union – bis ins Atelier, 2022, Herausgeber 1. FC Union Berlin Wirtschaftsrat e.V., Autoren Markus Metke, Manuela Thieme, Frank Willmann, Jan Hollants, Ulrike Jährling,
- Tee im Atelier, Podcast von Ulrike Jährling, https://podcastaddict.com/podcast/tee-im-atelier/3933356